# Ballophilus neocaledonicus
Ballophilus neocaledonicus är en mångfotingart som beskrevs av Ribaut H. 1923. Ballophilus neocaledonicus ingår i släktet Ballophilus och familjen Ballophilidae.
Artens utbredningsområde är Nya Kaledonien. Inga underarter finns listade i Catalogue of Life.